# 法國航空447號班機空難
法國航空447號班機是一趟由巴西里約熱內盧加利昂國際機場飛往法國巴黎戴高樂機場的國際線定期航班，2009年6月1日，一架執行該航班的空中巴士A330-203客機（註冊編號：F-GZCP），載有216名乘客以及12名機組人員，在巴西圣佩德罗和圣保罗岛屿附近坠毁，機上人員全數罹難。此空難為法國航空成立以來最嚴重的空難，亦是A330最嚴重及首次商業飛行空難，更是天合联盟自成立以来死亡人数最多的空难。
事發後五天，巴西海軍找到飛機的大型殘骸及兩具屍體，但揭露空難原因的飛行紀錄儀直到2011年5月在大西洋海底才找到。空難最後調查報告於2012年7月5日的新聞發佈會上公佈，指出皮托管（pitot tube）結冰使飛機未能偵測空速，自動駕駛自動關閉，機師錯誤操作導致失速，最後釀成空難。

## 客機資料
法國航空447號班機所使用的飛機為空中巴士A330-203，發動機採用通用電氣CF6-80E1，生產編號660，在法國飛機註冊編號F-GZCP，在2005年2月25日首飛，失事前已飛行18,870小時。2006年8月17日，該客機曾經於戴高樂機場與一架同屬法國航空飛機（註冊編號F-GTAM）的空中巴士A321-211在地面發生碰撞。客機曾在2009年4月16日入廠接受大規模的修理。

## 機上人員
| 國籍           | 乘客 | 機上人員 | 合計 |
| -------------- | ---- | -------- | ---- |
| 法國           | 61   | 11       | 72   |
| 巴西           | 58   | 1        | 59   |
| 德国           | 26   | —        | 26   |
| 義大利         | 9    | —        | 9    |
| 中华人民共和国 | 9    | —        | 9    |
| 瑞士           | 6    | —        | 6    |
| 黎巴嫩         | 5    | —        | 5    |
| 英国           | 5    | —        | 5    |
| 匈牙利         | 4    | —        | 4    |
| 爱尔兰         | 3    | —        | 3    |
| 挪威           | 3    | —        | 3    |
| 斯洛伐克       | 3    | —        | 3    |
| 摩洛哥         | 2    | —        | 2    |
| 波蘭           | 2    | —        | 2    |
| 西班牙         | 2    | —        | 2    |
| 美国           | 2    | —        | 2    |
| 阿根廷         | 1    | —        | 1    |
| 奥地利         | 1    | —        | 1    |
| 比利时         | 1    | —        | 1    |
| 加拿大         | 1    | —        | 1    |
|                | 1    | —        | 1    |
| 丹麦           | 1    | —        | 1    |
| 爱沙尼亚       | 1    | —        | 1    |
|                | 1    | —        | 1    |
| 冰島           | 1    | —        | 1    |
| 荷蘭           | 1    | —        | 1    |
| 菲律賓         | 1    | —        | 1    |
| 羅馬尼亞       | 1    | —        | 1    |
| 俄羅斯         | 1    | —        | 1    |
| 南非           | 1    | —        | 1    |
| 土耳其         | 1    | —        | 1    |
| 瑞典           | 1    | —        | 1    |
| 合計           | 216  | 12       | 228  |

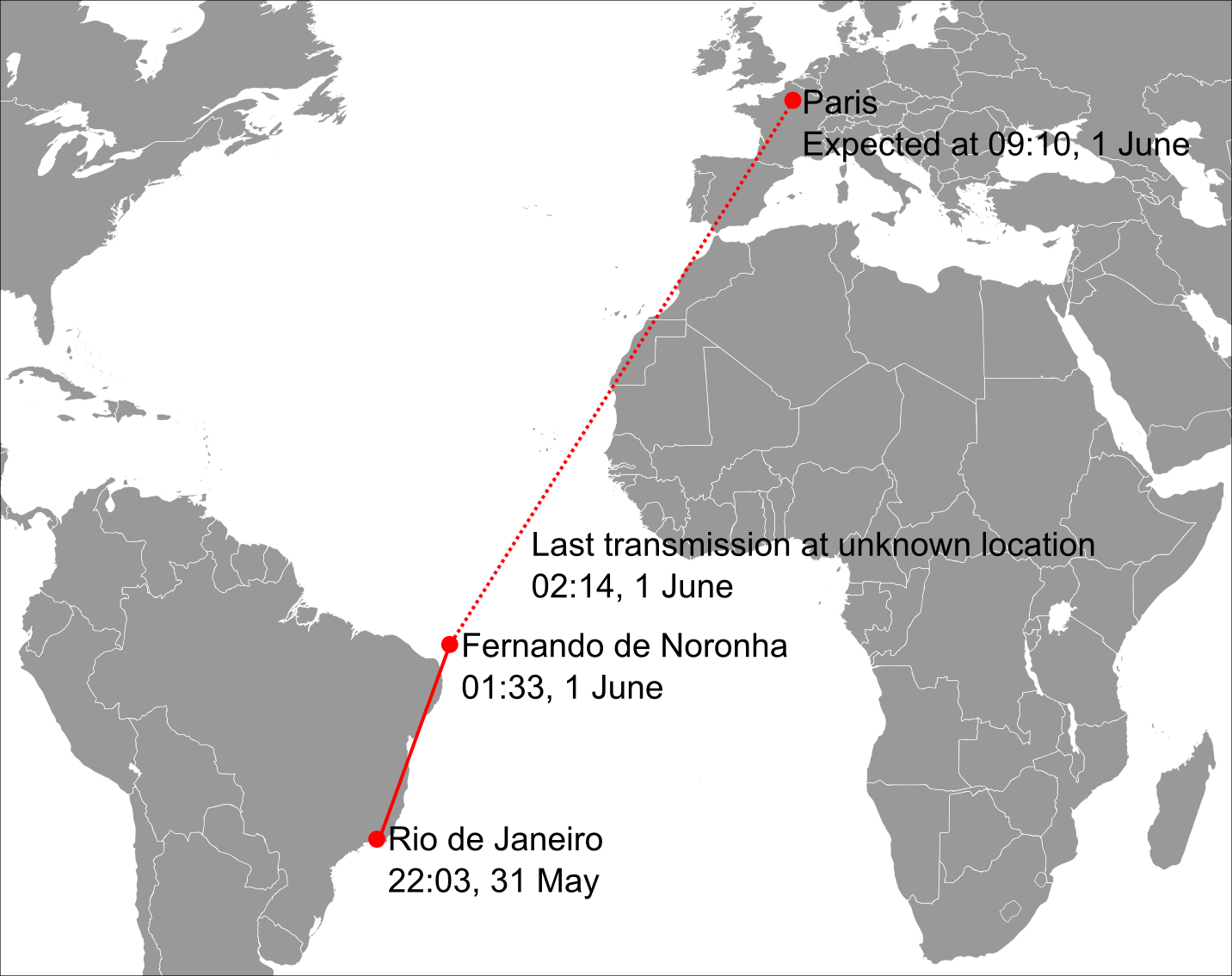
航班預定路線及失事大致位置

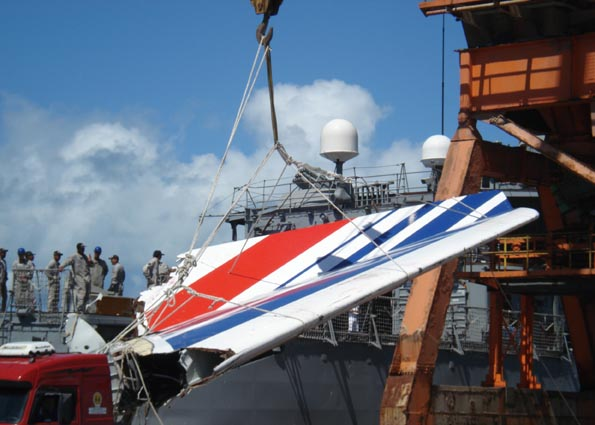
坠毁飞机的垂直尾翼

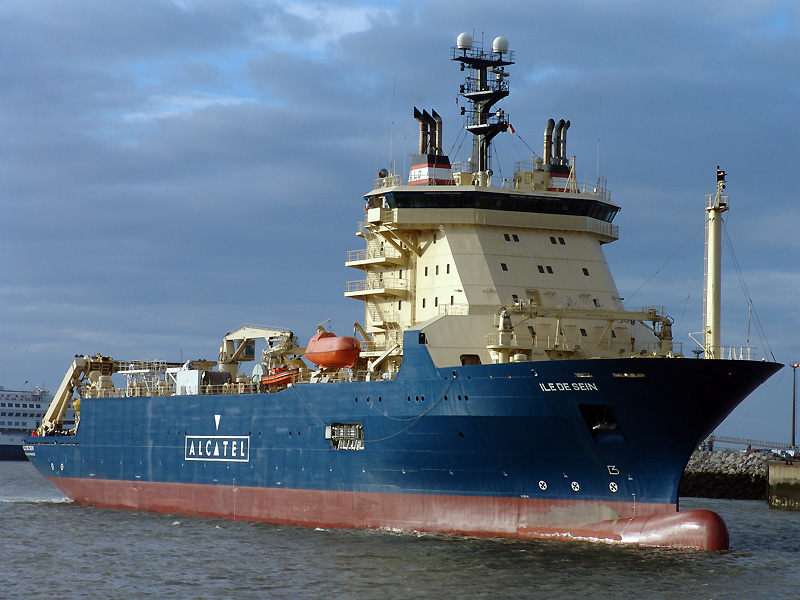
打撈黑盒的海缆船伊爾德桑號

該航班搭載228人，包括3名飛行員、9名機組人員、和216名乘客。根據法國航空於2009年6月1日所提供的官方乘客資料，乘客當中大多為巴西和法國人。2009年6月20日，法國航空向每位罹難者家屬提供17,500歐元初步賠償。
機長马克·迪布瓦（Marc Dubois），58歲，1988年加入法國航空，有10,988小時的飛行經驗（駕駛空中巴士A330時間為1700小時）；两名副機師为大卫·羅貝爾（David Robert）与皮埃尔-塞德里克·博南（Pierre-Cédric Bonin），分别为37歲及32歲。羅貝爾於1998年7月加入法航，飛行時數達6,547小时，其中4,479小时為A330上駕駛；博南於2003年10月加入法航，飛行時數達2,936小时，其中807小时在A330上駕駛。

## 事發經過
2009年5月31日，班機在里約熱內盧當地時間19時29分起飛，原定於6月1日上午10時03分到達巴黎。UTC01時35分，客機與航管作出最後一次通話，並在UTC1時49分離開巴西雷達監管範圍。當時機長迪布瓦及副機師博南在駕駛席上，而羅貝爾則在駕駛艙後方。
UTC1時55分，機長離開座位去休息並換上副機師羅貝爾。當時博南為控制機師，而羅貝爾則為監控機師。UTC 2時06分，機師通知空服員飛機將會進入亂流區域。之後飛機的皮托管因結冰而失效，無法偵測飛機速度，在系統發現了不正常數值的情況下，飞行控制模式切換至替代规律（Alternate law）。2時10分5秒，飛機解除了自動駕駛模式，之後自動節流閥亦自動解除，這意味機師們開始手動飛行。飛機由於受到亂流的影響而向右傾側，於是博南便把操縱桿左壓進行修正，與此同時卻抬高機鼻讓飛機爬升，這一動作在當時並無必要。據飛行紀錄儀的資料，當時飛機以每分鐘7,000英尺（2,130米）的高速率爬升，空速由274節（507km/h）瞬間降至52節（96km/h）。
皮托管結冰只維持了一分鐘多些，之後便恢復正常。但飛機仍繼續增加攻角，2時11分10秒，飛機已爬升至38,000英尺（11,580米），攻角達16度，推力全滿，2時11分15秒，飛機因為沒有升力開始下降，攻角又增加至30度。由於飞行控制规律在備用模式，系統原定自動推頭（將機首降低）的失速保護沒有啟動 ，飛機陷入失速卻沒有恢復動作，這在刻意操作下也幾乎不可能出現在空中客车的飛機上。
2時11分40秒，機長返回駕駛艙。當時飛機攻角已達40度，飛機已降至35,000英尺（10,670米），雖然指示器已經不結冰，失速警告卻未響起，這次是由於此時攻角過高，空速指示器值被判定無效。22秒後，博南稍微降低機鼻，空速指示器恢復，失速警告間歇性響起。飛機下降至10,000英尺（3,050米），此時機長發出重要訊息，博南應降低機鼻挽救失速。羅貝爾接管飛機操控權，飛機已下降至4,000尺（1,220米）。2,000尺（610米），地面迫近警告系統響起。飛行紀錄儀於2時14分28.4秒停止，最後一句說話為機長：「仰角10度（ten degrees pitch attitude.）」，撞擊時地速為107節（198km/h），所有人員瞬間死亡。由38,000英尺（11,580米）至撞毀期間歷時3分30秒，整個過程飛機都處於失速狀態，記錄顯示機師直至墜機都不知道飛機已經失速。

## 搜救行动
由於飛機離開雷達監控區，因此航管人員並不知道班機已失事。班機原定在在約UTC2時20分聯繫塞內加爾空中管制區，並在3時45分進入維德角空中管制區。班機沒有聯繫塞內加爾航管，而航管亦曾嘗試聯繫法航447，但沒有回應。塞內加爾航管要求另一架法航459班機嘗試聯繫447號班機，亦沒有回應。
巴西空軍隨即在费尔南多·迪诺罗尼亚群島附近展開搜索，而法國偵察機亦在塞內加爾達喀爾起飛前往大西洋搜索。西班牙的C-235海上巡逻機和美國的P-3獵戶座海上巡邏機亦加入搜索行動。
6月1日上午，法航和法國政府已假設飛機失事且全數罹難，法航發言人向法國快報說「沒有生還希望」，法國總統薩科齊向乘客親屬表示生還機會渺茫。6月2日UTC15時20分，巴西空軍發現費爾南多·迪諾羅尼亞島東北650公里，靠近圣佩德罗和圣保罗群岩處發現殘骸及一帶長5公里的油漬，相信是航空煤油。該殘骸包括飛機座椅、桶、橘色浮標、白色物件和電子導體。該天晚點與巴西乘客親屬會見後，巴西國防部部長内尔松·若宾宣佈所發現的殘骸相信是屬於法航447。巴西代理總統若澤·阿倫卡爾在當晚簽署法令，宣佈全國哀悼三天。同一天，法國海軍護衛艦风月號和西北風級兩棲突擊艦啟程前往懷疑事發地點。此外，法國研究船“何不號”（Pourquoi Pas?）聯同兩艘可潛入6,000米深的小型潛艇亦出發搜索 。事發地點的深度可達4,700米。6月3日，巴西海軍巡邏艇格拉雅烏號（Grajaú）最先抵達發現殘骸的地點，而巴西海軍共派出五艘船前往。
6月3日，法航發言人表示事發當天收到班機飞机通信寻址与报告系统傳來超過三分鐘的電子訊息，訊息在UTC2時10分至14分期間傳送了共6項故障報告及19項警告，其中包括皮托静压系统故障、大氣資料慣性基準系統（Air Data Inertial Reference Unit）故障導致自動駕駛系統以及自動節流閥關閉、空中防撞系統切換至故障模式、飛行控制規律切換至備用模式。2時10分，飛機傳送了一段包括飛機經緯度2°59′N 30°35′W / 2.98°N 30.59°W的訊息。2時12分，發出警告表示飛機三組大气数据系统不一致。2時14分，發出最後一組數據，指客艙的垂直速度過高。
6月6日，即失事後的五天，發現兩具男性屍體及座椅，此外亦發現內有電腦和疫苗接種卡的尼龍背包，及內有法航登機證的皮革公事包。6月7日，找到首個飛機重要大型殘骸－垂直尾翼。
在接下來的一星期，巴西軍方共動員了1,100人、15架航空器參與搜救。巴西航空工業R99飛機共飛行超過100小時，機上的電子儀器掃瞄了超過100萬平方公里海域，其他飛機亦以目視方式搜索了超過32萬平方公里海域。
6月10日，法國的翡翠号核潜艇抵達事發海域尋找可能已沉至海底的飛行記錄儀（俗稱黑盒）。水面搜索結束後，水底搜索仍然進行。法国航空事故调查处主席表示他對找到黑盒的可能性並不樂觀，黑盒可能沉至3,000米下地形崎嶇的海底。
6月19日，兩群相隔80公里共50具屍體被尋回。病理學家根據牙齒和手指模檢驗了50具屍體，包括機長迪布瓦。6月26日宣佈終止搜索行動，在英、法、西、美的協助下共尋回50具屍體和640件碎片。惟至7月中，飛機黑盒仍未被找回，此時黑盒因電池消耗完畢而不再發出訊號，一度令飛機失事的原因石沉大海。

### 2011年搜尋行動
2011年4月3日，由伍茲霍爾海洋研究所帶領的搜尋行動展開，透過自主水下載具的側掃聲納發現了法航447的大部份殘骸和屍體，包括機身、機翼、引擎及起落架。該殘骸位於第一批殘骸的北部不遠處，分散在200至600米，由此推測飛機是完整地撞入水中。法國生態部部長娜塔莉·科修斯柯－莫里塞表示飛機殘骸和屍體會打撈上水面，並帶回法國進行化驗。4月26日，美國的遙控潛水器鮣魚6000號（Remora 6000）在首次下潛中找到法航447的飛行記錄儀固定架，但沒有找到其記憶體单元。5月1日，海缆船伊爾德桑號找到飛行記錄儀的記憶體並成功打撈上水。5月7日，飛行記錄儀被送到巴黎進行分析。四次搜尋行動共找回104具屍體，加上2009年所發現的50具遺體，共154具。。搜尋行動於6月3日結束，仍有74具屍體未被尋獲。

## 事後
法航在事發後不久，將由里約熱內盧飛往巴黎戴高樂機場的航班編號，由AF447更改為AF445。然而在2009年11月30日，AF445在大西洋上空距离AF447号班机失事地点仅18公里处再次遇上強烈亂流，機師在沒有得到空中交通管制員的允許下便改變飛行高度，並發出求救訊號「Mayday」用以警告附近班機。經歷30分鐘中度至強烈亂流後，航機回復正常並安全抵達巴黎。
2022年10月10日，在此次空难丧生的228名遇难者家属在10年前对空中客车以及法国航空提起诉讼后在巴黎法院宣判两家被告需面临225,000欧元的罚款。

## 調查
根據法航447號班機最後調查報告，班機失事前正飛越赤道熱帶輻合帶，該區域的气象分析顯示當時飛行路徑附近有一股中尺度对流系统往上伸延高達50,000尺，班機失事前最後一小時有輕度亂流。機長離開駕駛席前往休息時，並沒有把當時的天氣狀況告知接替的羅貝爾，亦沒有給予任何指示。
由於皮托管因結冰而失效，無法偵測速度，依賴速度參數來控制的自動駕駛及自動節流閥亦因此解除。由於自動駕駛解除時有警號，因此機師很快就知道，但他們沒有發現空速指示器不協調，亦沒有發現自動節流閥已解除和飞行控制模式由正常规律（Normal law）切換至替代规律2（Alternate law 2），電腦不再進行自動修正。自動駕駛解除後兩秒，飛機因亂流傾斜8.4度，而當時飛機儀表顯示飛機正以每分鐘300至600尺下降，於是博南便左轉及抬高機鼻使飛機爬升以修正飛機。當時航機電子中央監控系統（Electronic Centralized Aircraft Monitor, ECAM）顯示最高速度，但沒有顯示最低速度，之後機師才知道空速指示器失效。在空速指示器變得不可靠的情況下，加上飞行指挥仪（Flight Director）顯示應抬高機鼻，令機師以為飛機超速，因此抬高機鼻以減速。之後飛機失速警告響起，表示飛機接近失速，機師應降低機鼻以增加飛行速度防止失速，但他們沒有對此作出反應。由於機師以為飛機超速，沒有理會失速警告，並減低飛機推力，並試圖張開減速板。當機長回到駕駛艙時，兩名副機師告訴他飛機已失控。整個失速過程機師都沒有試圖挽救失速，亦不知道飛機正在失速，反而抬高機鼻試圖追蹤飞行指挥仪水平飛行，使情形惡化，釀成空難。
法國航空事故調查處總結是次空難原因為皮托管失效引致機師操作失誤。達利思（Thales）是法航447號班機的皮托管製造商。在2003至2008年間，欧洲航空安全局收到17宗裝在A330/340客機的達利思AA皮托管故障報告，但達利思堅稱他們的皮托管通過安全測試，能在極端天氣下運作。早在2007年9月，空中巴士建議把C16195AA皮托管更換為C16195BA皮托管，後者更能提供結冰保護。2009年8月起，法航把所有空中巴士機隊的皮托管更換為BA型。
2019年7月12日，巴黎檢察院要求将法航送至輕罪法庭裁决，但宣布不起诉空客。遇难者家属協會于8月8日要求将空客和法航一起送至轻罪法庭裁决，并表示空客2004年就了解飞机测速仪的问题，但没有采取措施。2019年8月29日，法官裁定，对空客和法航均不予起诉。这一裁决引起遇难者家属强烈不满，他们表示将继续上诉。
2023年4月17日，法国的法院作出判决，空中客车和法國航空在此次空难中不构成“過失杀人”。

## 紀錄片
此班机的事故被加拿大的Cineflix公司拍摄成为纪录片《空中浩劫》第12季 第13集：「Vanished」。

## 外部連結
- Aviation Safety Network （页面存档备份，存于）
- What Really Happened Aboard Air France 447 （页面存档备份，存于）
- BEA - AF447 Final Report （页面存档备份，存于）